# Torchiarolo
Torchiarolo é uma comuna italiana da região da Puglia, província de Brindisi, com cerca de 5.082 habitantes. Estende-se por uma área de 32 km², tendo uma densidade populacional de 159 hab/km². Faz fronteira com Lecce (LE), San Pietro Vernotico, Squinzano (LE).

## Demografia
| Variação demográfica do município entre 1861 e 2011                               |
|                                                                                   |
| Fonte: Istituto Nazionale di Statistica (ISTAT) - Elaboração gráfica da Wikipedia |